# San Diego-Coronado Bridge

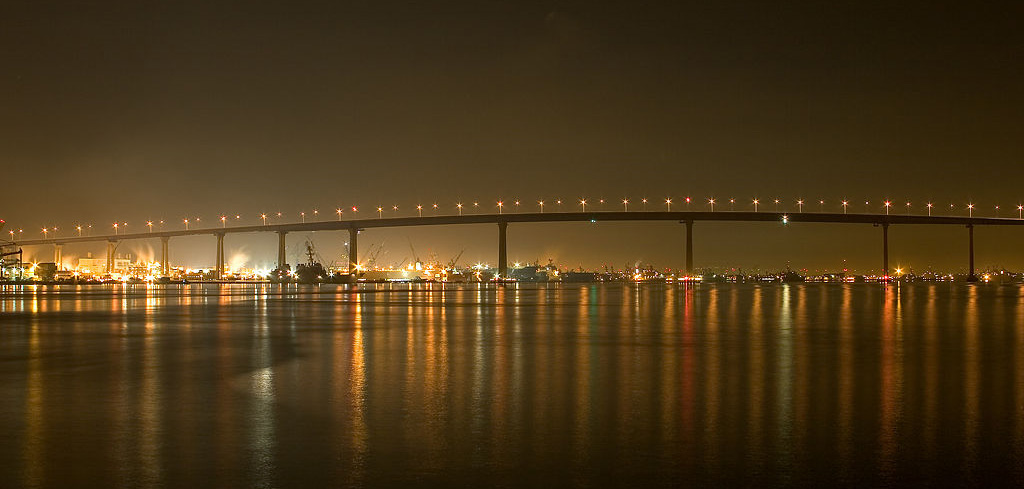
De San Diego-Coronado Bridge ’s nachts.

De San Diego-Coronado Bridge of Coronado Bridge is een liggerbrug van voorgespannen beton en staal over de San Diego Bay in het uiterste zuiden van de Amerikaanse staat Californië. De brug verbindt San Diego met Coronado en maakt deel uit van State Route 75. Ze is 3,4 kilometer lang en de maximale overspanning bedraagt 573 meter. De maximale hoogte tussen de onderkant van het wegdek en het wateroppervlak is 61 meter.
De Coronadobrug werd op 3 augustus 1969 geopend. In 1970 won ze de Most Beautiful Bridge Award van het American Institute of Steel Construction.
Het is een zogenaamde "zelfmoordbrug": tussen 1972 en 2000 pleegden meer dan 200 mensen zelfmoord door van de brug te springen. Enkel bij de Golden Gate Bridge in San Francisco en de Aurora Bridge in Seattle, Washington, komt dit nog vaker voor.